# Constructivisme (wiskunde)
Het constructivisme is een stroming in de filosofie van de wiskunde die stelt dat het enige geldige bewijs van het bestaan van een wiskundig object een constructie van dat object is. In het bijzonder wordt het bewijs uit het ongerijmde uitgesloten. Men spreekt meestal van 'constructieve wiskunde' in plaats van 'constructivisme'. Grondlegger van de constructieve wiskunde was L.E.J. Brouwer. Zijn intuïtionisme werd door Erret Bishop opgepakt en zo aangepast dat de resultaten van Bishops constructieve wiskunde ook geldig zijn in de klassieke wiskunde. Het intuïtionisme wordt nu als een stroming binnen de constructieve wiskunde gezien. Een andere belangrijke stroming is de recursieve wiskunde.
Sinds Bishop in 1967 zijn Foundations of Constructive Analysis publiceerde, mag de constructieve wiskunde zich verheugen in een groeiende populariteit. Dit komt onder andere door de opkomst van de computers, waardoor de interesse in de berekenbaarheid in de wiskunde aanzienlijk is verscherpt. 

## Constructieve logica
De constructieve wiskunde kan worden gezien als klassieke logica waaruit het axioma van de uitgesloten derde is verwijderd. Dit is de basis van het intuïtionisme. Deze logica speelt in de informatica een belangrijke rol, onder andere bij correctheidsbewijzen van algoritmen.
De meeste wiskundigen zijn van mening dat constructieve wiskunde onnodig streng is. Wel is het zo dat een constructief bewijs, door constructie van een object, hoger wordt aangeslagen dan een bewijs uit het ongerijmde van dezelfde stelling. 

## Voorbeeld uit de analyse
In de analyse kunnen reële getallen worden gedefinieerd als een equivalentieklasse van cauchyrijen van rationale getallen.
In de constructieve wiskunde kunnen ze worden geconstrueerd door een functie {\displaystyle f} die een positief geheel getal {\displaystyle n} als invoer heeft en een rationaal {\displaystyle f(n)} als uitvoer geeft, samen met een functie {\displaystyle g} die een positief geheel getal {\displaystyle n} als invoer heeft en een positief geheel getal {\displaystyle g(n)} als uitvoer geeft, zodat 
{\displaystyle \forall n\ \forall i,j\geq g(n)\quad |f(i)-f(j)|\leq {1 \over n}}
Wanneer {\displaystyle n} toeneemt, komen de waarden van {\displaystyle f(n)} steeds dichter bij elkaar te liggen. {\displaystyle f} en {\displaystyle g} samen kunnen samen worden gebruikt om iedere mogelijke rationale benadering van het reële getal te bereiken. 
Onder deze definitie is 
{\displaystyle f(n)=\sum _{i=0}^{n}{1 \over i!},\quad g(n)=n}
een representatie van het reële getal e. 
Deze definitie komt overeen met de klassieke definitie waarbij gebruik wordt gemaakt van cauchyrijen, maar met een constructieve twist: voor een klassieke cauchyrij is het vereist dat er voor iedere gegeven afstand een element in de rij bestaat waarna alle elementen dichter bij elkaar liggen dan de gegeven afstand. In de constructieve wiskunde is het vereist dat het voor iedere gegeven afstand mogelijk is om inderdaad een punt in de rij aan te wijzen waarvoor dit het geval is. Dit wordt vaak de convergentiemodulus genoemd. In de Brouwer-Heyting-Kolmogorovinterpretatie is de interpretatie van de bewering
{\displaystyle \forall n:\exists m:\forall i,j\geq m:|f(i)-f(j)|\leq {1 \over n}}
in feite de functie die de convergentiemodulus berekent. Het onderscheid tussen de twee verschillende definities van de reële getallen kan dus worden gezien als het verschil in de interpretatie van de bewering 'voor alle ... bestaat er ... '.
Dit doet de vraag rijzen welke soorten functies van een aftelbare verzameling naar weer een aftelbare verzameling, zoals {\displaystyle f} en {\displaystyle g} hierboven, daadwerkelijk kunnen worden geconstrueerd. De verschillende vormen van het constructivisme geven op dat punt verschillende antwoorden. Constructies kunnen zo breed als vrije keuzesequenties worden gedefinieerd (het intuïtionistische standpunt) of zo smal als algoritmen of berekenbare functies, of ze worden zelfs helemaal niet gespecificeerd. Als bijvoorbeeld het algoritmische standpunt wordt ingenomen, dan zijn de reële getallen zoals hier geconstrueerd in essentie wat men in de klassieke wiskunde berekenbare getallen noemt. De getallenlijn wordt ook het continuüm genoemd. 